# Julian Bailey
 Julian Bailey  (9 d'octubre del 1961, Woolwich, Londres, Anglaterra)va ser un pilot de curses automobilístiques britànic que va arribar a disputar curses de Fórmula 1.

## A la F1
Julian Bailey va debutar a la primera cursa de la temporada 1988 (la 39a temporada de la història) del campionat del món de la Fórmula 1, disputant el 3 d'abril del 1988 el G.P. de Brasil al circuit de Jacarepagua.
Va participar en un total de vint curses puntuables pel campionat de la F1, disputades en dues temporades no consecutives (temporada 1988 i 1991), aconseguint una sisena posició com millor classificació en una cursa i assolí un punt pel campionat del món de pilots.

## Resultats a la Fórmula 1
| Any  | Equip                       | Xassís  | Motor    | 1       | 2       | 3       | 4       | 5       | 6       | 7       | 8      | 9       | 10      | 11      | 12     | 13      | 14      | 15     | 16      | Posició | Punts |
| ---- | --------------------------- | ------- | -------- | ------- | ------- | ------- | ------- | ------- | ------- | ------- | ------ | ------- | ------- | ------- | ------ | ------- | ------- | ------ | ------- | ------- | ----- |
| 1988 | Tyrrell Racing Organisation | Tyrrell | Cosworth | BRA NVQ | SMR Ret | MON NVQ | MEX NVQ | CAN Ret | E.USA 9 | FRA NVQ | GBR 19 | ALE NVQ | HUN NVQ | BEL NVQ | ITA 12 | POR NVQ | ESP NVQ | JPN 14 | AUS NVQ | -       | 0     |
| 1991 | Team Lotus                  | Lotus   | Judd     | USA NVQ | BRA NVQ | SMR 6   | MON NVQ | CAN     | MEX     | FRA     | GBR    | ALE     | HUN     | BEL     | ITA    | POR     | ESP     | JPN    | AUS     | 18è     | 1     |

### Resum
| Curses: | Victòries: | Pòdiums: | Poles: | Voltes ràpides: | Punts: |
| ------- | ---------- | -------- | ------ | --------------- | ------ |
| 20 (7)  | 0          | 0        | 0      | 0               | 1      |